# Сула (народ)
Сула (сулаины) — этническая группа, проживающая на островах Сула в Индонезии. Численность данного народа составляет около 85 тыс. человек.

## Язык
Основным языком является санана и талиабу. Существуют диалекты и говорное деление. Также распространение имеют тернатский и индонезийский языки. Приняли ислам в XVI—XX веках.

## История
В XV—XX веках группа данного народа была в составе султаната Тернате, что повлияло на их культуру. Талиабуанцы и сула-санана — этносы из районов Индонезии, которые сложились с помощью смешения местных этнических элементов с мигрантами (тернатцы, малайцы, амбонцы, бугисы). Традиционный дом свайный, каркасно-столбовой конструкции. Стены и крыши крыты дранкой из листьев саговой пальмы. Одежда в основном общемалайская (банджу, саронг). У племен традиция носить набедренную повязку. Основная пища — маниок с острой рыбной приправой, варёные бананы или бататы, саговая каша (папеда). По праздничным дням рис, варёная курятина или козлятина.

## Занятия
Основное занятие сула — охота, рыболовство и добыча саго. Большая часть данного народа занимается добычей древесины. Основным хозяйством сула-санана и талиабуанцев является ручное земледелие (бананы, фрукты, корнеплоды, клубнеплоды, суходольный рис и кукуруза). Интенсивно выращивают кокосовые пальмы. Основным товаром является копра (кокос, который сушат и перерабатывают в масле). Их народные инструменты это гонг и барабан. Распространение имеют амулеты, существуют различные гадания и заговоры. Сохранился шаманизм.

## Религия
Основная религия сула — мусульмане-сунниты. Часть народа сохраняет традиционные верования (манге, кадаи).